# Moy (fiume)
Il Moy o Mhuaidh è un fiume dell'Irlanda occidentale. Lungo circa 99 km, nasce nello Sligo, tra i monti Ox e percorrendo il territorio verso sud-ovest, entrando quindi nel Mayo passando vicinissimo a Swinford, per Foxford e infine Ballina, prima di gettarsi nell'Oceano Atlantico nella Baia di Killala.

## Pesca
Il fiume è famoso per essere ricco di pesci: oggetto di grande attenzione quindi per gli amanti della pesca, è uno dei punti più ricchi in tutta Europa di salmoni. Nel cuore di Ballina, l'ultima città attraversata dal Moy vicinissima alla foce, è situato il celere Ridge Pool (nella foto), il luogo ideale per pescare il pregiato pesce.

## Moy Valley

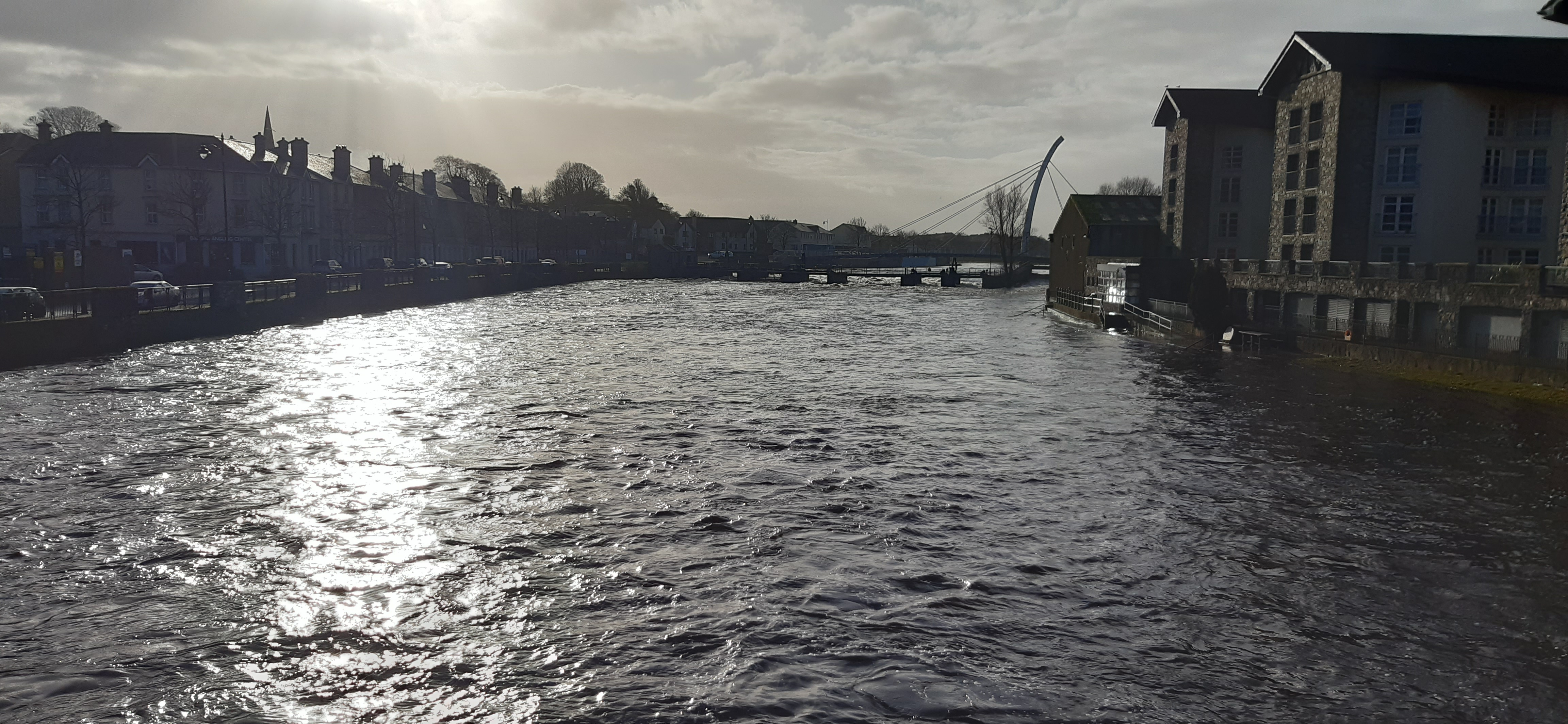
Fiume Moy a Ballina

Da tempo è stata riconosciuta una zona molto ampia chiamata Moy Valley ("Valle del Moy") che comprende anche centri e località non proprio a ridosso del fiume. Questa zona comprende la foce del fiume, la Baia di Killala, la Baia di Bunatrahir e le zone vicine ai Lough Cullin e Conn. La Moy Valley comprende molti circoli golfistici e molte zone di interesse artistico e culturale come la Moyne Abbey, la Rosserk Abbey, St.Patrick's Well e i Céide Fields.
I centri inclusi nell'area sono 
- Ballina, Ballycastle, Bonniconlon
- Crossmolina
- Easkey, Enniscrone (Co.Sligo),
- Foxford,
- Killala
- Pontoon